# Gotō Shōjirō
En aquest nom japonès, el cognom és Gotō.
El Comte Gotō Shojiro (后藤 象二郎, 13 d'abril de 1838 - 4 d'agost de 1897) fou un samurai i polític japonès durant el període Bakumatsu i principis de l'Era Meiji de la història japonesa. Va ser un líder del Moviment per la Llibertat i els Drets del Poble (自由民 権运动, iyū Minken Undō), que es convertiria en un partit polític.

## Primers anys
Gotō va néixer al Domini de Tosa (actual Prefectura de Kōchi). Juntament amb el seu company Sakamoto Ryoma, samurai de Tosa, es va sentir atret pel moviment radical pro-imperial Sonno joi. Després de ser promogut pel seu domini, es va apropiar del poder polític al domini de Tosa i va exercir la seva influència sobre del dàimio de Tosa Yamauchi Toyoshige per fer una crida al Shogun Tokugawa Yoshinobu a fi i efecte que tornés pacíficament el poder a l'Emperador.

## Estadista Meiji i agitador liberal
Després de la Restauració Meiji, Gotō va ser designat per a diversos càrrecs, entre ells el de governador d'Osaka i sangi (conseller), però va abandonar el govern Meiji en 1873 pel seu desacord amb la política del govern de moderació envers Corea (és a dir, el debat Seikanron) i, en general, perquè estava en contra del domini Chōshū - Satsuma en el nou govern. Conjuntament amb Itagaki Taisuke, va presentar un memoràndum on demanava la creació d'una parlament elegit per votació popular. En 1874, juntament amb Itagaki Taisuke, Eto Shimpei i Soejima Taneomi de la província de Hizen, va formar l'Aikoku Koto (Partit Públic dels Patriotes), tot declarant, "Nosaltres, els trenta milions de persones del Japó, estem igualment dotats de certs drets definits, entre els quals destaquen els de gaudir i defensar la vida i la llibertat, adquirir i posseir propietats, i obtenir un mitjà de vida i la recerca de la felicitat. Aquests drets són atorgats per la natura a tots els homes i, per tant, no poden ser presos pel poder de cap home"
Aquesta postura anti-governamental va trobar ampli ressò a les restes descontentes de la classe samurai, l'aristocràcia rural (que estaven ressentits per una imposició centralitzada) i els camperols (que estaven descontents amb els preus alts i baixos salaris).
Després de la Conferència d'Osaka de 1875, va tornar breument al govern, i va esdevenir membre del Genrōin. També va dirigir una mina de carbó a Kyushu (la mina de carbó de Takashima), però va trobar que estava perdent diners i la va vendre a Iwasaki Yataro.
En 1881 va tornar a la política, i va ajudar Itagaki Taisuke a fundar el Partit Liberal del Japó (1881) que va desenvolupar el moviment de coalició Daido danketsu en 1887.

## Buròcrata Meiji
En 1889, Gotō es va unir a l'administració Kuroda com a Ministre de Comunicacions, i va romandre en aquest lloc en el primer Gabinet de Yamagata i el primer Gabinet de Matsukata. Sota el nou sistema de noblesa kazoku, va ser elevat a hakushaku (comte) En el segon Gabinet d'Itō es va convertir en Ministre d'Agricultura i Comerç. Va estar implicat en un escàndol relacionat amb el comerç de futurs, i es va veure obligat a retirar-se. Després d'un atac cardíac, es va retirar a la seva casa d'estiu a Hakone, on va morir en 1896. La seva tomba es troba al cementiri d'Aoyama a Tòquio.